# Mas d'en Sot (Pont de Molins)
El Mas d'en Sot, o Can Sot, és un edifici noucentista protegit com a bé cultural d'interès local del municipi de Pont de Molins (Alt Empordà).

## Descripció
Està situat al sud-est del nucli urbà de la població de Pont de Molins, al peu de la carretera N-II.
L'edifici és de planta rectangular, amb les cobertes de teula d'un sol vessant a diferents nivells, distribuït en planta baixa i pis. La façana destacable, orientada a la carretera, presenta finestres rectangulars amb els emmarcaments arrebossats, en forma d'arc rebaixat. Les del pis superior presenten decoracions ceràmiques en ceràmica vidrada blava i verda. La façana està rematada per un ràfec de dents de serra damunt del qual s'assenta una barana d'obra decorada, amb un plafó central de perfil ondulat. L'accés a l'interior de l'edifici es fa per un cos adossat a la façana oposada, completament rehabilitada, arrebossada i pintada. Adossat a la banda de ponent hi ha un cos auxiliar rectangular, amb la coberta de dues aigües, que presenta un gran arc de mig punt reformat per accedir a l'interior.
La construcció és de còdols i pedra desbastada, disposada regularment i lligada amb morter.

## Història
Segons el fons documental del Col·legi d'Arquitectes de Catalunya aquesta casa fou construïda a principis del segle xx, entre els anys 1900 i 1925. A diferència d'altres poblacions de la comarca, Pont de Molins va experimentar una etapa de creixement entre el final del segle xix i el segle XX degut a les bones vies de comunicació i a la seva proximitat amb Figueres. Històricament, les masies disperses aprofitaven els recursos hidràulics de la Muga i l'excel·lent via de comunicació que representava l'antic Camí de la Calçada o de França, possiblement hereu del traçat de la via Augusta romana. Aquest camí, a més, establia la frontera física entre els comtats de Besalú i d'Empúries.